# Garrulax lunulatus
El charlatán lunado (Garrulax lunulatus) es una especie de ave paseriforme de la familia Leiothrichidae endémica de China.

## Distribución
Se encuentra únicamente en los bosques del interior de China.